# Deutsche Handballmeisterschaft 1953
Die Deutsche Handballmeisterschaft 1953 war die vierte vom DHB ausgerichtete Endrunde um die deutsche Meisterschaft im Hallenhandball der Männer. Sie wurde in einem Endrundenturnier in zwei Vorrunden- und einer Finalrundengruppe ausgespielt.
Die Gruppenspiele der Vorrunde fanden am 15. Februar 1953 in der Killesberghalle in Stuttgart (Gruppe A) bzw. in der Halle am Funkturm in Berlin statt (Gruppe B), die Finalrunde wurde eine Woche später, am 22. Februar 1953 in der Kieler Ostseehalle vor über 3.000 Zuschauern ausgespielt.
Die SV Polizei Hamburg dominierte noch deutlicher als in den Vorjahren den gesamten Turnierverlauf, die Mannschaft warf die meisten Tore, kassierte außerdem die wenigsten Gegentore aller Teilnehmer und wurde ohne Punktverlust zum vierten Mal in Serie Deutscher Handballmeister, der THW Kiel belegte in der Abschlusstabelle den zweiten Platz und wurde Vizemeister.

## Modus
Wie im Vorjahr waren wieder acht Mannschaften qualifiziert, die fünf Meistermannschaften der Regionalverbände, dazu die Vizemeister der größten Regionalverbände Nord, West und Süd. Ansonsten änderte der DHB aber – wie in jeder Spielzeit bisher – den Austragungsmodus erneut:
Erstmals wurden die Endrundenspiele auf zwei Wochenenden und drei verschiedene Orte verteilt. Am 15. Februar spielten die Teilnehmer in zwei Vorrundengruppen in Berlin und Stuttgart, der erste und der zweite jeder Gruppe war für die Teilnahme an der Finalrunde qualifiziert, die in diesem Jahr ebenfalls als Rundenturnier konzipiert war: Die in der Abschlusstabelle führende Mannschaft war Deutscher Meister.
In der Vorrundengruppe A in Stuttgart spielten die SV Polizei Hamburg (Regionalmeister Nord), die TuS Eintracht Minden (Vizemeister West), der TSV Rot 05 (Regionalverbandsmeister Süd) und die TSG Haßloch (Regionalmeister Südwest).
In der Gruppe B in Berlin trafen der THW Kiel (Vizemeister Nord), der RSV Mülheim (Regionalverbandsmeister West), der Polizei SV Berlin (Landes-/Regionalmeister Berlin) sowie der TSV Braunshardt (Vizemeister Süd) aufeinander.
Die Spieldauer betrug in den normalen Rundenspielen 2 × 20 Minuten. Bei Punktegleichstand nach Rundenende waren Entscheidungsspiele zur Platzierung nötig, da noch nicht – wie später üblich – die Tordifferenz oder der direkte Vergleich berücksichtigt wurden. Bei diesen Entscheidungsspielen betrug die Spieldauer 2 × 7,5 Minuten.

## Turnierverlauf
Die SV Polizei Hamburg ließ schon in der Vorrunde keinerlei Zweifel aufkommen, wer als Favorit in die Finalrunde gehen sollte, lediglich im Spiel gegen den Südmeister aus dem badischen Rot schien sich eine Sensation anzubahnen, da der TSV Rot sehr schnell 2:0 in Führung ging und diesen Vorsprung bis kurz vor der Halbzeitpause verteidigen konnte, erst in der zweiten Hälfte setzten sich die Serienmeister aus Hamburg noch deutlich ab. Die Entscheidung, wer in dieser Gruppe außer den Hamburgern zum Finale nach Kiel fahren darf, musste dagegen in einem zusätzlichen Kurz-Spiel geklärt werden; Minden setzte sich gegen Haßloch durch.
In der Vorrundengruppe B war die Entscheidung noch spannender, nach Ende der Vorrunde hatten drei Mannschaften 4:2 Punkte. Der THW Kiel wurde anschließend als Gruppensieger ausgelost, das Entscheidungsspiel um Platz zwei gewann der Polizeisportverein aus Berlin gegen Mülheim.

### Vorrunde
Vorrundenspiele Gruppe A, 15. Februar 1953, Stuttgart
TuS Eintracht Minden – TSV Rot 05: 5:2
SV Polizei Hamburg – TSG Haßloch: 14:2
SV Polizei Hamburg – TuS Eintracht Minden: 12:3
TSG Haßloch – TSV Rot 05: 6:4
TSG Haßloch – TuS Eintracht Minden: 5:5
SV Polizei Hamburg – TSV Rot 05: 10:6
Entscheidungsspiel um Platz 2 (Spieldauer 2 × 7,5 Minuten)
TuS Eintracht Minden – TSG Haßloch: 4:2
|    | Abschlusstabelle Gruppe A | Sp. | S | U | N | Tore  | Diff. | Punkte |
| -- | ------------------------- | --- | - | - | - | ----- | ----- | ------ |
| 1. | SV Polizei Hamburg        | 3   | 3 | 0 | 0 | 36:11 | +25   | 6:0    |
| 2. | TuS Eintracht Minden      | 3   | 1 | 1 | 1 | 13:19 | −6    | 3:3    |
| 3. | TSG Haßloch               | 3   | 1 | 1 | 1 | 13:23 | −10   | 3:3    |
| 4. | TSV Rot 05                | 3   | 0 | 0 | 3 | 12:21 | −9    | 0:6    |

Vorrundenspiele Gruppe B, 15. Februar 1953, Berlin
RSV Mülheim – TSV Braunshardt: 5:4
THW Kiel – Polizei SV Berlin: 7:6
Polizei SV Berlin – TSV Braunshardt: 15:7
RSV Mülheim – THW Kiel: 6:4
THW Kiel – TSV Braunshardt: 4:1
Polizei SV Berlin – RSV Mülheim: 10:1
Sieger Gruppe B durch Losentscheidung
THW Kiel
Entscheidungsspiel um Platz 2 (Spieldauer 2& x 7,5 Minuten)
Polizei SV Berlin – RSV Mülheim: 4:3
|    | Abschlusstabelle Gruppe B | Sp. | S | U | N | Tore  | Diff. | Punkte |
| -- | ------------------------- | --- | - | - | - | ----- | ----- | ------ |
| 1. | THW Kiel                  | 3   | 2 | 0 | 1 | 15:13 | +2    | 4:2    |
| 2. | Polizei SV Berlin         | 3   | 2 | 0 | 1 | 31:15 | +16   | 4:2    |
| 3. | RSV Mülheim               | 3   | 2 | 0 | 1 | 12:18 | −6    | 4:2    |
| 4. | TSV Braunshardt           | 3   | 0 | 0 | 3 | 12:24 | −12   | 0:6    |

### Finalrunde
Finalrundenspiele, 22. Februar 1953, Kiel
SV Polizei Hamburg – THW Kiel: 5:3
Polizei SV Berlin – TuS Eintracht Minden: 11:0
THW Kiel – Polizei SV Berlin: 7:4
SV Polizei Hamburg – TuS Eintracht Minden: 8:3
THW Kiel – TuS Eintracht Minden: 10:4
SV Polizei Hamburg – Polizei SV Berlin: 6:3
|    | Abschlusstabelle der Finalrunde | Sp. | S | U | N | Tore  | Diff. | Punkte |
| -- | ------------------------------- | --- | - | - | - | ----- | ----- | ------ |
| 1. | SV Polizei Hamburg              | 3   | 3 | 0 | 0 | 19:9  | +10   | 6:0    |
| 2. | THW Kiel                        | 3   | 2 | 0 | 1 | 20:13 | +7    | 4:2    |
| 3. | Polizei SV Berlin               | 3   | 1 | 0 | 2 | 18:13 | +5    | 2:4    |
| 4. | TuS Eintracht Minden            | 3   | 0 | 0 | 3 | 7:29  | −22   | 0:6    |